# Übersicht der Listen der Naturdenkmale im Landkreis Trier-Saarburg
Die Übersicht der Listen der Naturdenkmale im Landkreis Trier-Saarburg nennt die Listen und die Anzahl der Naturdenkmale in den Städten und Gemeinden im rheinland-pfälzischen Landkreis Trier-Saarburg. Die Listen enthalten 81 im Landschaftsinformationssystem der Naturschutzverwaltung Rheinland-Pfalz verzeichnete Naturdenkmale.

## Verbandsgemeinde Hermeskeil
In den verbandsangehörigen Gemeinden der Verbandsgemeinde Hermeskeil sind insgesamt 12 Naturdenkmale verzeichnet.
| Ort               | Naturdenkmalliste                              | Gesamtanzahl Naturdenkmale |
| ----------------- | ---------------------------------------------- | -------------------------- |
| Bescheid          | Liste der Naturdenkmale in Bescheid (Hunsrück) | 2                          |
| Beuren (Hochwald) | Liste der Naturdenkmale in Beuren (Hochwald)   | 6                          |
| Hermeskeil        | Liste der Naturdenkmale in Hermeskeil          | 4                          |

## Verbandsgemeinde Konz
In den verbandsangehörigen Gemeinden der Verbandsgemeinde Konz sind insgesamt 5 Naturdenkmale verzeichnet.
| Ort       | Naturdenkmalliste                    | Gesamtanzahl Naturdenkmale |
| --------- | ------------------------------------ | -------------------------- |
| Kanzem    | Liste der Naturdenkmale in Kanzem    | 2                          |
| Nittel    | Liste der Naturdenkmale in Nittel    | 2                          |
| Wiltingen | Liste der Naturdenkmale in Wiltingen | 1                          |

## Verbandsgemeinde Ruwer
In den verbandsangehörigen Gemeinden der Verbandsgemeinde Ruwer sind insgesamt 13 Naturdenkmale verzeichnet.
| Ort        | Naturdenkmalliste                                   | Gesamtanzahl Naturdenkmale |
| ---------- | --------------------------------------------------- | -------------------------- |
| Gusterath  | Liste der Naturdenkmale in Gusterath                | 1                          |
| Gutweiler  | Liste der Naturdenkmale in Gutweiler                | 2                          |
| Herl       | Liste der Naturdenkmale in Herl                     | 2                          |
| Hinzenburg | Liste der Naturdenkmale in Hinzenburg               | 1                          |
| Lorscheid  | Liste der Naturdenkmale in Lorscheid                | 1                          |
| Mertesdorf | Liste der Naturdenkmale in Mertesdorf               | 1                          |
| Morscheid  | Liste der Naturdenkmale in Morscheid                | 1                          |
| Osburg     | Liste der Naturdenkmale in Osburg                   | 1                          |
| Schöndorf  | Liste der Naturdenkmale in Schöndorf (an der Ruwer) | 1                          |
| Sommerau   | Liste der Naturdenkmale in Sommerau (an der Ruwer)  | 1                          |
| Thomm      | Liste der Naturdenkmale in Thomm                    | 1                          |

## Verbandsgemeinde Saarburg-Kell
In den verbandsangehörigen Gemeinden der Verbandsgemeinde Saarburg-Kell sind insgesamt 26 Naturdenkmale verzeichnet.
| Ort            | Naturdenkmalliste                                   | Gesamtanzahl Naturdenkmale |
| -------------- | --------------------------------------------------- | -------------------------- |
| Greimerath     | Liste der Naturdenkmale in Greimerath (bei Trier)   | 1                          |
| Hentern        | Liste der Naturdenkmale in Hentern                  | 1                          |
| Kastel-Staadt  | Liste der Naturdenkmale in Kastel-Staadt            | 5                          |
| Mannebach      | Liste der Naturdenkmale in Mannebach (bei Saarburg) | 1                          |
| Merzkirchen    | Liste der Naturdenkmale in Merzkirchen              | 2                          |
| Palzem         | Liste der Naturdenkmale in Palzem                   | 2                          |
| Saarburg       | Liste der Naturdenkmale in Saarburg                 | 3                          |
| Schillingen    | Liste der Naturdenkmale in Schillingen              | 2                          |
| Trassem        | Liste der Naturdenkmale in Trassem                  | 4                          |
| Vierherrenborn | Liste der Naturdenkmale in Vierherrenborn           | 2                          |
| Waldweiler     | Liste der Naturdenkmale in Waldweiler               | 1                          |
| Wincheringen   | Liste der Naturdenkmale in Wincheringen             | 1                          |
| Zerf           | Liste der Naturdenkmale in Zerf                     | 1                          |

## Verbandsgemeinde Schweich an der Römischen Weinstraße
In den verbandsangehörigen Gemeinden der Verbandsgemeinde Schweich an der Römischen Weinstraße sind insgesamt 7 Naturdenkmale verzeichnet.
| Ort         | Naturdenkmalliste                          | Gesamtanzahl Naturdenkmale |
| ----------- | ------------------------------------------ | -------------------------- |
| Klüsserath  | Liste der Naturdenkmale in Klüsserath      | 2                          |
| Longuich    | Liste der Naturdenkmale in Longuich        | 2                          |
| Mehring     | Liste der Naturdenkmale in Mehring (Mosel) | 1                          |
| Riol        | Liste der Naturdenkmale in Riol            | 1                          |
| Trittenheim | Liste der Naturdenkmale in Trittenheim     | 1                          |

## Verbandsgemeinde Trier-Land
In den verbandsangehörigen Gemeinden der Verbandsgemeinde Trier-Land sind insgesamt 18 Naturdenkmale verzeichnet.
| Ort      | Naturdenkmalliste                         | Gesamtanzahl Naturdenkmale |
| -------- | ----------------------------------------- | -------------------------- |
| Kordel   | Liste der Naturdenkmale in Kordel (Eifel) | 12                         |
| Langsur  | Liste der Naturdenkmale in Langsur        | 1                          |
| Newel    | Liste der Naturdenkmale in Newel          | 2                          |
| Ralingen | Liste der Naturdenkmale in Ralingen       | 2                          |
| Zemmer   | Liste der Naturdenkmale in Zemmer         | 1                          |